# 1929년 전국체육대회
1929년 전국체육대회는 1929년 6월 13일부터 10월 26일까지 일제강점기 조선 경성부에서 개최된 전국체육대회이다. 1929년 개최된 제1회 전조선씨름대회, 제10회 전조선야구대회, 제6회 전조선육상경기대회, 제9회 전조선정구대회, 제10회 전조선축구대회를 1929년 전국체육대회의 일부로 인정하고 있다. 1929년 전국체육대회는 조선체육회가 종합경기대회로 진행하기 시작한 대회이다. 종합경기대회로 진행하기 위해 전조선야구대회, 전조선육상경기대회, 전조선정구대회를 1929년 6월 13일에 동시에 개최했다. 1929년 9월 28일에 전조선씨름대회가 개최되면서 처음으로 씨름 종목이 개최되었다. 축구 종목은 1929년 10월 24일에 전조선축구대회가 개최되어 진행되었다.

## 경기 종목

### 씨름
씨름 종목은 제1회 전조선씨름대회로 진행되었다. 씨름 종목은 1929년 5월 28일부터 5월 29일까지 휘문고등보통학교 운동장에서 진행되었다. 중학부 종목에서 개인전과 단체전으로 나뉘어 진행되었고, 개인전에서는 결승에서 이도남이 최재빈을 상대로 이기며 우승을 차지했다. 중학부 단체 종목에는 경신학교, 휘문고등보통학교, 중동학교, 양정고등보통학교, 중앙고등보통학교, 협성실업학교, 보성고등보통학교, 숭인상업학교 등 8개 선수단이 참가하여 경신학교가 우승했다.

### 야구
야구 종목은 제10회 전조선야구대회로 진행되었다. 야구 종목은 1929년 6월 13일부터 6월 15일까지 경성운동장 야구장에서 진행되었다. 8개 선수단이 참가한 소학부 종목에서는 공옥보통학교가 혜화와공립보통학교를 상대로 13:4로 이기며 우승을 달성했고, 중학부 종목 결승에서는 경기도중 분규가 발생하여 배재고등보통학교가 기권하여 휘문고등보통학교가 우승했다. 경년부 종목에서는 전배재가 경성전기를 상대로 10:8로 이기며 우승을 차지했다.

### 육상
육상 종목은 제6회 전조선육상경기대회로 진행되었다. 육상 종목은 1929년 6월 13일부터 6월 15일까지 경성운동장 정구장에서 진행되었다. 청년부는 20개 종목, 전문부는 1개 종목, 중학부는 1개 종목, 소학부는 5개 종목으로 진행되었다.

### 정구
정구 종목은 제9회 전조선정구대회로 진행되었다. 정구 종목은 1929년 6월 13일부터 6월 15일까지 경성운동장 정구장에서 진행되었다. 소학부 종목에서는 공옥보통학교가 단독으로 출전하여 자동으로 우승처리되었다. 14개 선수단이 출전한 중학부 종목에서는 경신학교가 보성고등보통학교를 3:2로 이기며 우승을 달성했다. 청년부 종목에서는 보성전문학교가 법학전문학교를 상대로 3:0으로 이기며 우승했다.

### 축구
축구 종목은 제10회 전조선축구대회로 진행되었다. 축구 종목은 1929년 10월 24일부터 10월 26일까지 경성운동장에서 진행되었다. 소학부 종목에서는 4개 선수단이 참가하여 서빙고보통학교가 결승에서 흥명보통학교를 8:0으로 이겼지만, 서빙고보통학교 선수 중 연령을 초과한 부정 선수가 있어 우승이 보류되었다. 중학부 종목에서는 12개 선수단이 출전하여 결승에서 경신학교가 보성고등보통학교를 2:0으로 이기고 우승했다. 청년부 종목에서는 7개 선수단이 참가하여 보성전문학교가 연우구락부를 상대로 3:1로 이기며 우승을 차지했다.

## 참고 문헌
- 대한체육회 (1990). 《대한체육회 70년사》.
- 대한체육회 (2011). 《대한체육회 90년사》.